# Gaston Franco
Gaston Franco (ur. 4 lutego 1944 w Roquebillière) – francuski polityk, były poseł, deputowany do Parlamentu Europejskiego VII kadencji.

## Życiorys
Absolwent nauk politycznych w Instytucie Nauk Politycznych w Aix-en-Provence. W 1971 po raz pierwszy objął mandat radnego Roquebillière. Pracował na kierowniczych stanowiskach w administracji turystycznej w Nicei. Od 1989 do 2014 sprawował urząd mera Saint-Martin-Vésubie.
Należał do gaullistowskiego Zgromadzenia na rzecz Republiki, w 2002 przystąpił wraz z RPR do Unii na rzecz Ruchu Ludowego. W latach 1985–2008 był radnym departamentu Alpy Nadmorskie. Od 1993 do 1997 sprawował mandat posła do Zgromadzenia Narodowego X kadencji. W 2008 powołano go na stanowisko specjalnego doradcy ds. zrównoważonego rozwoju przy burmistrzu Nicei, Christianie Estrosim. Został także członkiem rady nadzorczej Parku Narodowego Mercantour.
W wyborach w 2009 z listy UMP uzyskał mandat posła do Parlamentu Europejskiego VII kadencji.